# Dornier Do 17
Dornier Do 17 je bil nemški bombnik druge svetovne vojne.
Letalo je imelo dva motorja in štiri člane posadke. za štiri osebe. Bil je zelo hiter, zato se mu je velikokrat posrečilo ubežati pred angleškimi lovci. Največkrat je letel nizko nad zemljo, tako da ga nasprotnikovi radarji niso zaznali.

## Specifikacije (Do 17 Z-2)
Podatki iz Aircraft of the Third Reich, Fighters and Bombers of World War II and Do 17 Z-2 Baubeschreibung, April 1938
Splošne značilnosti
- Posadka: 4
- Dolžina: 15,8 m (51 ft 10 in)
- Razpon kril: 18 m (59 ft 1 in)
- Višina: 4,56 m (15 ft 0 in)
- Teža praznega letala: 5.210 kg (11.486 lb)
- Prazna teža opremljenega letala: 5.888 kg (12.981 lb) do 5.963 kg (13.146 lb)
- Maks. vzletna teža: 8.837 kg (19.482 lb)
- Kapaciteta goriva: standardno gorivo: 1.540 L (339 imp gal), z dodatnimi rezervoarji: 2.435 L (536 imp gal)
- Pogon letala: 2 × Bramo 323P 9-valjna zvezdasta motorja 1000 KM (736 kW) pri vzletu
- Propelerji: št. lopatic: 3 propelerji z nastavljivim krakom

Zmogljivost
- Maks. hitrost: 350 km/h (217 mph; 189 kn) pri teži 8.040 kg (17.725 lb) na nivoju morja

410 km/h (255 mph) pri teži 8.040 kg (17.725 lb) na višini 5.000 m (16.404 ft)
- Potovalna hitrost: 300 km/h (186 mph; 162 kn) pri teži 8.837 kg (19.482 lb) na višini 4.000 m (13.123 ft)
- Bojni dolet: 660 km (410 mi; 356 nmi) z 1.540 L (339 imp gal) goriva in 1.000 kg (2.205 lb) bombnim tovorom

1.010 km (628 mi) z 2.435 L (536 imp gal) goriva in 500 kg (1.102 lb) bombnim tovorom
- Višina leta: 8.200 m (26.903 ft)
- Obremenitev kril: 156 kg/m2 (32 lb/sq ft)
- Razmerje moč/teža: 0,170 kW/kg (0.,11 KM/lb)

Oborožitev

- Strelno orožje: 6 × 7.92 mm (0.312 in) MG 15 strojnice
- Bombe: 1.000 kg (2.205 lb) bomb v notranjosti; 20 x 50 kg (110 lb) bomb ali 4 x 250 kg (551 lb) bomb